# المداحة (أولاد درحو)
المداحة هو دُوَّار يقع بجماعة زاوية سيدي بنحمدون، إقليم برشيد، جهة الدار البيضاء سطات في المملكة المغربية. ينتمي الدوّار لمشيخة أولاد درحو التي تضم 14 دوار. يقدر عدد سكانه بـ 1069 نسمة حسب الإحصاء الرسمي للسكان والسكنى لسنة 2004.

## روابط خارجية
- البوابة الوطنية للجماعات الترابية
- المندوبية السامية للتخطيط